# قلمرو دیرین‌شمالگان

نقشهٔ بومگاهی به نام قلمرو دیرین‌شمالگان

قلمرو دیرین‌شمالگان یا قلمرو پالئارکتیک (انگلیسی: Palearctic realm) عنوان محدوده‌ای مشتمل بر ۸ قلمرو زیست‌جغرافیایی در سطح زمین است که برای اولین بار در سده نوزدهم شناسایی و معرفی گردید و هنوز هم به عنوان پایه و اساسی برای طبقه‌بندی جغرافیای جانوری استفاده می‌شود. دیرین‌شمالگانی دربرگیرندهٔ ۸ قلمرو بزرگ می‌باشد که عبارت هستند از: سراسر اروپا، آسیا و محدوده شمال هیمالیا، شمال آفریقا، و قسمت‌های شمالی و مرکزی شبه‌جزیره عربستان.

## نگارخانه

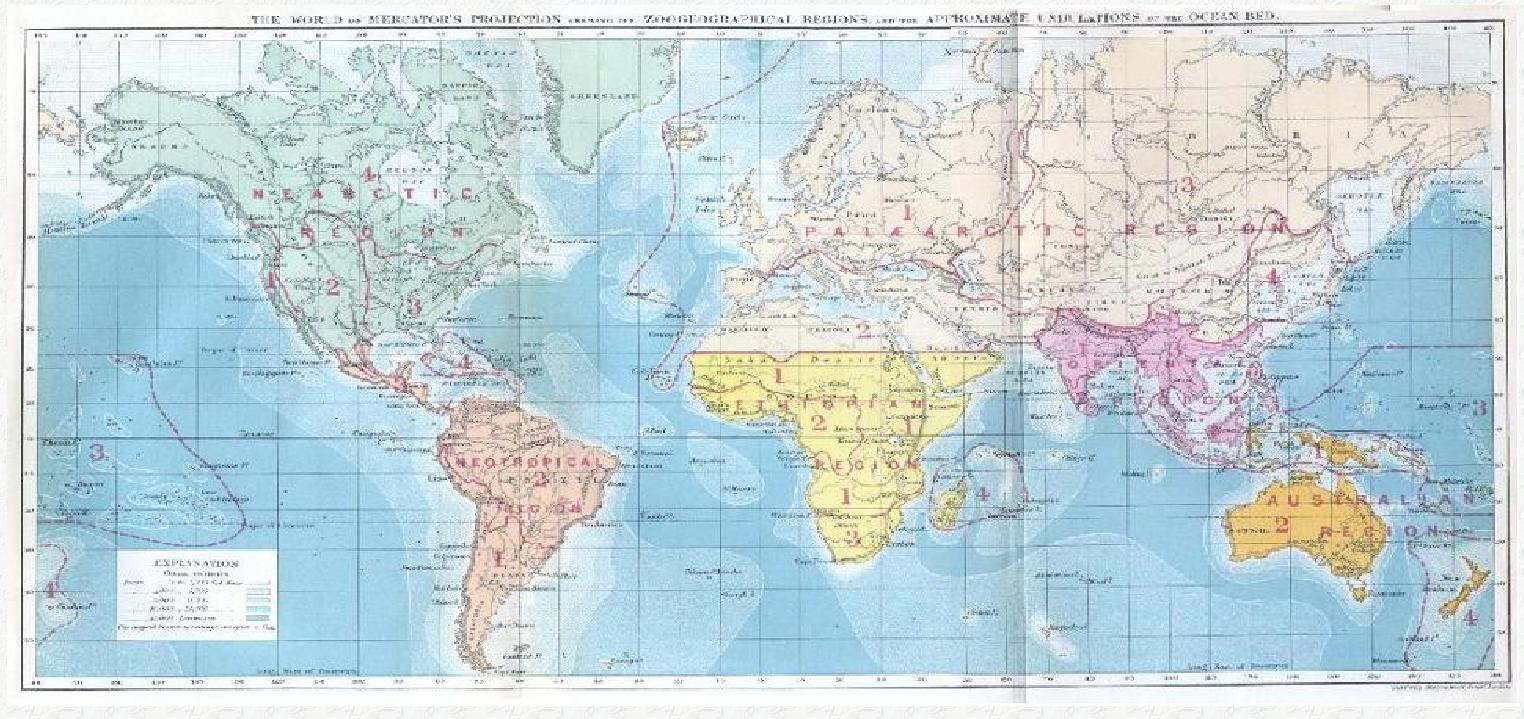

## بوم‌ناحیه‌ها
| بوم‌ناحیه‌های جنگل‌های پهن‌برگ مرطوب حاره‌ای و جنب‌حاره‌ای قلمرو دیرین‌شمالگان | بوم‌ناحیه‌های جنگل‌های پهن‌برگ مرطوب حاره‌ای و جنب‌حاره‌ای قلمرو دیرین‌شمالگان |
| ---------------------------------------------------------------------- | ---------------------------------------------------------------------- |
| Guizhou Plateau broadleaf and mixed forests                            | چین                                                                    |
| جنگل‌های همیشه‌سبز جنب‌حاره‌ای فلات یون‌نان                                 | چین                                                                    |

| بوم‌ناحیه‌های جنگل‌های پهن‌برگ و مخلوط معتدله قلمرو دیرین‌شمالگان | بوم‌ناحیه‌های جنگل‌های پهن‌برگ و مخلوط معتدله قلمرو دیرین‌شمالگان                                    |
| ------------------------------------------------------------ | ----------------------------------------------------------------------------------------------- |
| Apennine deciduous montane forests                           | ایتالیا                                                                                         |
| Atlantic mixed forests                                       | بلژیک، دانمارک، فرانسه، آلمان، هلند                                                             |
| Azores temperate mixed forests                               | پرتغال                                                                                          |
| Balkan mixed forests                                         | بوسنی و هرزگوین، بلغارستان، یونان، کوزوو، مقدونیه شمالی، رومانی، صربستان، ترکیه                 |
| جنگل‌های مختلط بالتیک                                         | دانمارک، آلمان، لهستان، سوئد                                                                    |
| Cantabrian mixed forests                                     | پرتغال، اسپانیا                                                                                 |
| جنگل‌های هیرکانی                                              | جمهوری آذربایجان، ایران                                                                         |
| جنگل‌های مخلوط قفقاز                                          | ارمنستان، جمهوری آذربایجان، گرجستان، روسیه، ترکیه                                               |
| Celtic broadleaf forests                                     | جمهوری ایرلند، بریتانیا                                                                         |
| جنگل‌های برگ‌ریز آناتولی مرکزی                                 | ترکیه                                                                                           |
| جنگل‌های مخلوط فلات چین مرکزی                                 | چین                                                                                             |
| جنگل‌های مختلط اروپای مرکزی                                   | اتریش، بلاروس، جمهوری چک، آلمان، لیتوانی، مولداوی، لهستان                                       |
| جنگل‌های برگ‌ریز کره مرکزی                                     | کره شمالی، کره جنوبی                                                                            |
| کوه‌های چانگبای                                               | چین، کره شمالی                                                                                  |
| Changjiang Plain evergreen forests                           | چین                                                                                             |
| جنگل‌های مدیترانه‌ای کریمه                                     | روسیه، اوکراین                                                                                  |
| Daba Mountains evergreen forests                             | چین                                                                                             |
| Dinaric Mountains mixed forests                              | آلبانی، بوسنی و هرزگوین، کرواسی، ایتالیا، مونته‌نگرو، صربستان، اسلوونی                           |
| East European forest steppe                                  | بلغارستان، مولداوی، رومانی، روسیه، اوکراین                                                      |
| جنگل‌های خزان‌دار آناتولی شرقی                                 | ترکیه                                                                                           |
| English Lowlands beech forests                               | بریتانیا                                                                                        |
| جنگل‌های برگ‌ریز کوکسی–کولچیک                                  | بلغارستان، گرجستان، ترکیه                                                                       |
| Hokkaido deciduous forests                                   | ژاپن                                                                                            |
| Huang He Plain mixed forests                                 | چین                                                                                             |
| Madeira evergreen forests                                    | پرتغال                                                                                          |
| Manchurian mixed forests                                     | چین، کره شمالی، روسیه، کره جنوبی                                                                |
| Nihonkai evergreen forests                                   | ژاپن                                                                                            |
| Nihonkai montane deciduous forests                           | ژاپن                                                                                            |
| North Atlantic moist mixed forests                           | ایرلند، بریتانیا                                                                                |
| Northeast China Plain deciduous forests                      | چین                                                                                             |
| Pannonian mixed forests                                      | اتریش، بوسنی و هرزگوین، کرواسی، جمهوری چک، مجارستان، رومانی، صربستان، اسلواکی، اسلوونی، اوکراین |
| جنگل‌های مخلوط حوضه پو                                        | ایتالیا                                                                                         |
| Pyrenees conifer and mixed forests                           | آندورا، فرانسه، اسپانیا                                                                         |
| Qin Ling Mountains deciduous forests                         | چین                                                                                             |
| Rodope montane mixed forests                                 | بلغارستان، یونان، مقدونیه شمالی، صربستان                                                        |
| جنگل‌های مخلوط سرماتیک                                        | بلاروس، دانمارک، استونی، فنلاند، لتونی، لیتوانی، نروژ، روسیه، سوئد                              |
| Sichuan Basin evergreen broadleaf forests                    | چین                                                                                             |
| South Sakhalin–Kurile mixed forests                          | روسیه                                                                                           |
| جنگل‌های همیشه‌سبز کره جنوبی                                   | کره جنوبی                                                                                       |
| جنگل‌های همیشه‌سبز تایهییو                                     | ژاپن                                                                                            |
| Taiheiyo montane deciduous forests                           | ژاپن                                                                                            |
| Tarim Basin deciduous forests and steppe                     | چین                                                                                             |
| Ussuri broadleaf and mixed forests                           | روسیه                                                                                           |
| West Siberian broadleaf and mixed forests                    | روسیه                                                                                           |
| جنگل‌های پربرگ اروپای غربی                                    | اتریش، جمهوری چک، فرانسه، آلمان، سوئیس                                                          |
| استپ جنگلی کوه‌های زاگرس                                      | ایران، عراق، ترکیه                                                                              |

| بوم‌ناحیه‌های جنگل‌های سوزنی‌برگ معتدله قلمرو دیرین‌شمالگان  | بوم‌ناحیه‌های جنگل‌های سوزنی‌برگ معتدله قلمرو دیرین‌شمالگان |
| ------------------------------------------------------- | ------------------------------------------------------ |
| Alps conifer and mixed forests                          | اتریش، فرانسه، آلمان، ایتالیا، اسلوونی، سوئیس          |
| Altai montane forest and forest steppe                  | چین، قزاقستان، مغولستان، روسیه                         |
| Caledon conifer forests                                 | بریتانیا                                               |
| Carpathian montane conifer forests                      | جمهوری چک، لهستان، رومانی، اسلواکی، اوکراین            |
| Da Hinggan–Dzhagdy Mountains conifer forests            | چین، روسیه                                             |
| جنگل‌های مخروطی کوهستانی شرق افغانستان                   | افغانستان، پاکستان                                     |
| استپ جنگلی رشته‌کوه البرز                                | ایران                                                  |
| Helanshan montane conifer forests                       | چین                                                    |
| کوه‌های هندوآن جنگل‌های مخروطی زیرالپین                   | چین                                                    |
| Hokkaido montane conifer forests                        | ژاپن                                                   |
| جنگل‌های کوهستانی هونشو                                  | ژاپن                                                   |
| Khangai Mountains conifer forests                       | مغولستان                                               |
| Mediterranean conifer and mixed forests                 | الجزایر، مراکش، اسپانیا، تونس                          |
| Northeastern Himalayan subalpine conifer forests        | چین، هند، بوتان (کشور)                                 |
| جنگل‌های کوهستانی آناتولی شمالی                          | ترکیه                                                  |
| Nujiang Langcang Gorge alpine conifer and mixed forests | چین                                                    |
| Qilian Mountains conifer forests                        | چین                                                    |
| Qionglai–Minshan conifer forests                        | چین                                                    |
| Sayan montane conifer forests                           | مغولستان، روسیه                                        |
| جنگل‌های سوزنی‌برگ ساحلی اسکاندیناوی                      | نروژ                                                   |
| Tian Shan montane conifer forests                       | چین، قزاقستان، قرقیزستان                               |

| بوم‌ناحیه‌های تایگا/جنگل‌های شمالی قلمرو دیرین‌شمالگان | بوم‌ناحیه‌های تایگا/جنگل‌های شمالی قلمرو دیرین‌شمالگان |
| -------------------------------------------------- | -------------------------------------------------- |
| تایگای سیبری شرقی                                  | روسیه                                              |
| Iceland boreal birch forests and alpine tundra     | ایسلند                                             |
| Kamchatka–Kurile meadows and sparse forests        | روسیه                                              |
| Kamchatka–Kurile taiga                             | روسیه                                              |
| Northeast Siberian taiga                           | روسیه                                              |
| Okhotsk–Manchurian taiga                           | روسیه                                              |
| Sakhalin Island taiga                              | روسیه                                              |
| تایگای اسکاندیناوی و روسیه                         | فنلاند، نروژ، روسیه، سوئد                          |
| Trans-Baikal conifer forests                       | مغولستان، روسیه                                    |
| Urals montane tundra and taiga                     | روسیه                                              |
| تایگای سیبری غربی                                  | روسیه                                              |

| بوم‌ناحیه‌های علفزارها، گرم‌دشت‌ها و درختچه‌زارهای معتدله قلمرو دیرین‌شمالگان | بوم‌ناحیه‌های علفزارها، گرم‌دشت‌ها و درختچه‌زارهای معتدله قلمرو دیرین‌شمالگان |
| ----------------------------------------------------------------------- | ----------------------------------------------------------------------- |
| Alai–Western Tian Shan steppe                                           | قزاقستان، تاجیکستان، ازبکستان                                           |
| Altai steppe and semi-desert                                            | قزاقستان                                                                |
| Central Anatolian steppe                                                | ترکیه                                                                   |
| Daurian forest steppe                                                   | چین، مغولستان، روسیه                                                    |
| استپ کوهستانی آناتولی شرقی                                              | ارمنستان، جمهوری آذربایجان، گرجستان، ایران، ترکیه                       |
| دره امین                                                                | چین، قزاقستان                                                           |
| Faroe Islands boreal grasslands                                         | جزایر فارو، دانمارک                                                     |
| Gissaro–Alai open woodlands                                             | قرقیزستان، تاجیکستان، ازبکستان                                          |
| Kazakh forest steppe                                                    | قزاقستان، روسیه                                                         |
| استپ قزاقستان                                                           | قزاقستان، روسیه                                                         |
| بلندی‌های قزاق                                                           | قزاقستان                                                                |
| Mongolian–Manchurian grassland                                          | چین، مغولستان، روسیه                                                    |
| سبزدشت پونتی‌خزری                                                        | قزاقستان، مولداوی، رومانی، روسیه، اوکراین، بلغارستان                    |
| Sayan Intermontane steppe                                               | روسیه                                                                   |
| Selenge–Orkhon forest steppe                                            | مغولستان، روسیه                                                         |
| South Siberian forest steppe                                            | روسیه                                                                   |
| استپ خاورمیانه                                                          | عراق، اردن، سوریه                                                       |
| Tian Shan foothill arid steppe                                          | چین، قزاقستان، قرقیزستان                                                |

| بوم‌ناحیه‌های علفزارها و گرم‌دشت‌های سیلابی قلمرو دیرین‌شمالگان | بوم‌ناحیه‌های علفزارها و گرم‌دشت‌های سیلابی قلمرو دیرین‌شمالگان |
| ---------------------------------------------------------- | ---------------------------------------------------------- |
| Amur meadow steppe                                         | چین، روسیه                                                 |
| Bohai Sea saline meadow                                    | چین                                                        |
| Nenjiang River grassland                                   | چین                                                        |
| Nile Delta flooded savanna                                 | مصر                                                        |
| Saharan halophytics                                        | الجزایر، مصر، موریتانی، تونس، صحرای غربی                   |
| مرداب‌های بین‌النهرین                                        | عراق، ایران                                                |
| Ussuri-Wusuli meadow and forest meadow                     | چین، روسیه                                                 |
| Yellow Sea saline meadow                                   | چین                                                        |

| بوم‌ناحیه‌های علفزارها و درختچه‌زارهای کوهستانی قلمرو دیرین‌شمالگان | بوم‌ناحیه‌های علفزارها و درختچه‌زارهای کوهستانی قلمرو دیرین‌شمالگان |
| --------------------------------------------------------------- | --------------------------------------------------------------- |
| Altai alpine meadow and tundra                                  | چین، قزاقستان، مغولستان، روسیه                                  |
| Central Tibetan Plateau alpine steppe                           | چین                                                             |
| Eastern Himalayan alpine shrub and meadows                      | بوتان (کشور), میانمار، چین، هند، نپال                           |
| چمنزار کوهستانی غورات – هزاره‌جات                                | افغانستان                                                       |
| Hindu Kush alpine meadow                                        | افغانستان                                                       |
| Karakoram–West Tibetan Plateau alpine steppe                    | افغانستان، چین، هند، پاکستان                                    |
| Khangai Mountains alpine meadow                                 | مغولستان                                                        |
| استپ جنگلی و درختزارهای کپه‌داغ                                  | ایران، ترکمنستان                                                |
| درختزارهای کوهستانی کوه رود و شرق ایران                         | ایران                                                           |
| Mediterranean High Atlas juniper steppe                         | مراکش                                                           |
| North Tibetan Plateau–Kunlun Mountains alpine desert            | چین                                                             |
| Northwestern Himalayan alpine shrub and meadows                 | چین، هند، پاکستان                                               |
| بیابان اردوس                                                    | چین                                                             |
| Pamir alpine desert and tundra                                  | افغانستان، چین، قرقیزستان، تاجیکستان                            |
| Qilian Mountains subalpine meadows                              | چین                                                             |
| Sayan alpine meadows and tundra                                 | مغولستان، روسیه                                                 |
| Southeast Tibet shrub and meadows                               | چین                                                             |
| Sulaiman Range alpine meadows                                   | افغانستان، پاکستان                                              |
| Tian Shan montane steppe and meadows                            | چین، قزاقستان، قرقیزستان                                        |
| Tibetan Plateau alpine shrublands and meadows                   | چین                                                             |
| Western Himalayan alpine shrub and meadows                      | هند، نپال                                                       |
| Yarlung Zambo arid steppe                                       | چین                                                             |

| بوم‌ناحیه‌های توندرای قلمرو دیرین‌شمالگان      | بوم‌ناحیه‌های توندرای قلمرو دیرین‌شمالگان |
| ------------------------------------------- | -------------------------------------- |
| Arctic desert                               | روسیه، سوالبار (نروژ)                  |
| Bering tundra                               | روسیه                                  |
| Cherskii–Kolyma mountain tundra             | روسیه                                  |
| Chukchi Peninsula tundra                    | روسیه                                  |
| Kamchatka Mountain tundra and forest tundra | روسیه                                  |
| Kola Peninsula tundra                       | نروژ، روسیه                            |
| توندرای ساحلی شمال‌شرقی سیبری                | روسیه                                  |
| Northwest Russian–Novaya Zemlya tundra      | روسیه                                  |
| جزایر سیبری نو                              | روسیه                                  |
| جنگل کوهستانی اسکاندیناوی                   | فنلاند، نروژ، سوئد                     |
| Taimyr–Central Siberian tundra              | روسیه                                  |
| Trans-Baikal Bald Mountain tundra           | روسیه                                  |
| جزیره ورانگل                                | روسیه                                  |
| Yamalagydanskaja tundra                     | روسیه                                  |

| بوم‌ناحیه‌های جنگل‌ها، درختزارها و بوته‌زارهای مدیترانه‌ای قلمرو دیرین‌شمالگان | بوم‌ناحیه‌های جنگل‌ها، درختزارها و بوته‌زارهای مدیترانه‌ای قلمرو دیرین‌شمالگان |
| ------------------------------------------------------------------------ | ------------------------------------------------------------------------ |
| Aegean and Western Turkey sclerophyllous and mixed forests               | یونان، مقدونیه شمالی، ترکیه                                              |
| جنگل‌های مخلوط خزان‌دار و سوزنی‌برگ آناتولی                                 | ترکیه                                                                    |
| Canary Islands dry woodlands and forests                                 | اسپانیا                                                                  |
| Corsican montane broadleaf and mixed forests                             | فرانسه                                                                   |
| Crete Mediterranean forests                                              | یونان                                                                    |
| Cyprus Mediterranean forests                                             | قبرس                                                                     |
| جنگل‌های سوزنی‌برگ–سخت‌برگ–پهن‌برگ مدیترانه شرقی                             | اسرائیل، اردن، لبنان، سوریه، ترکیه                                       |
| Iberian conifer forests                                                  | اسپانیا                                                                  |
| Iberian sclerophyllous and semi-deciduous forests                        | پرتغال، اسپانیا                                                          |
| Illyrian deciduous forests                                               | آلبانی، بوسنی و هرزگوین، کرواسی، یونان، ایتالیا، اسلوونی                 |
| Italian sclerophyllous and semi-deciduous forests                        | فرانسه، ایتالیا                                                          |
| Mediterranean acacia-argania dry woodlands and succulent thickets        | مراکش، جزایر قناری (اسپانیا)                                             |
| Mediterranean dry woodlands and steppe                                   | الجزایر، مصر، لیبی، مراکش، تونس                                          |
| Mediterranean woodlands and forests                                      | الجزایر، لیبی، مراکش، تونس                                               |
| Northeastern Spain and Southern France Mediterranean forests             | فرانسه، موناکو، اسپانیا                                                  |
| Northwest Iberian montane forests                                        | پرتغال، اسپانیا                                                          |
| جنگل‌های مخلوط کوه‌های پیندوس                                              | آلبانی، یونان، مقدونیه شمالی                                             |
| South Apennine mixed montane forests                                     | ایتالیا                                                                  |
| Southeastern Iberian shrubs and woodlands                                | اسپانیا                                                                  |
| جنگل‌های خزان‌دار و سوزنی‌برگ کوهستانی آناتولی جنوبی                        | اسرائیل، اردن، لبنان، سوریه، ترکیه                                       |
| Southwest Iberian Mediterranean sclerophyllous and mixed forests         | پرتغال، اسپانیا                                                          |
| Tyrrhenian–Adriatic sclerophyllous and mixed forests                     | کرواسی، فرانسه، ایتالیا، مالت                                            |

| بوم‌ناحیه‌های بیابان‌ها و درختچه‌زارهای خشک قلمرو دیرین‌شمالگان | بوم‌ناحیه‌های بیابان‌ها و درختچه‌زارهای خشک قلمرو دیرین‌شمالگان      |
| ---------------------------------------------------------- | --------------------------------------------------------------- |
| کوه‌های نیمه بیابانی افغانستان                              | افغانستان                                                       |
| Alashan Plateau semi-desert                                | چین، مغولستان                                                   |
| بیابان عربی                                                | مصر، اسرائیل، عراق، اردن، کویت، دولت فلسطین، عربستان سعودی، یمن |
| Atlantic coastal desert                                    | موریتانی، صحرای غربی                                            |
| استپ و بیابان درختچه‌ای آذربایجان                           | جمهوری آذربایجان، گرجستان، ایران                                |
| نیمه‌بیابان بادخیز و کربیل                                  | افغانستان، ایران، تاجیکستان، ترکمنستان، ازبکستان                |
| درختزارهای خشک بلوچستان                                    | افغانستان، پاکستان                                              |
| بیابان پست‌بوم کاسپین                                       | ایران، قزاقستان، روسیه، ترکمنستان                               |
| درختزارهای خشک کوه‌های مرکزی افغانستان                      | افغانستان                                                       |
| Central Asian northern desert                              | قزاقستان، ازبکستان                                              |
| Central Asian riparian woodlands                           | قزاقستان، ترکمنستان، ازبکستان                                   |
| Central Asian southern desert                              | قزاقستان، ترکمنستان، ازبکستان                                   |
| حوضه‌های بیابانی ایران مرکزی                                | افغانستان، ایران                                                |
| Eastern Gobi desert steppe                                 | چین، مغولستان                                                   |
| Gobi Lakes Valley desert steppe                            | مغولستان                                                        |
| Great Lakes Basin desert steppe                            | مغولستان، روسیه                                                 |
| جونغارستان                                                 | چین، مغولستان                                                   |
| Kazakh semi-desert                                         | قزاقستان                                                        |
| نیمه‌بیابان کپه‌داغ                                          | ایران، ترکمنستان                                                |
| بیابان درختچه‌ای بین‌النهرین                                 | عراق، ایران، اسرائیل، اردن، سوریه                               |
| استپ و درختزارهای شمال صحرای آفریقا                        | الجزایر، مصر، لیبی، موریتانی، مراکش، تونس، صحرای غربی           |
| جنگل‌های خشک پاروپامیسوس                                    | افغانستان                                                       |
| بیابان و نیمه‌بیابان خلیج فارس                              | بحرین، کویت، عمان، قطر، عربستان سعودی، امارات متحده عربی        |
| Qaidam Basin semi-desert                                   | چین                                                             |
| Red Sea coastal desert                                     | مصر، سودان                                                      |
| بیابان و نیمه‌بیابان حاره‌ای نوبی–سندی دریای سرخ             | مصر، اردن، عمان، عربستان سعودی، یمن                             |
| بیابان ماسه‌ای ریگستان–شمال پاکستان                         | افغانستان، ایران، پاکستان                                       |
| Sahara desert                                              | الجزایر، چاد، مصر، لیبی، مالی، نیجر، سودان، صحرای غربی          |
| بیابان و نیمه‌بیابان نوبی–سندی جنوب ایران                   | ایران، عراق، پاکستان                                            |
| South Saharan steppe and woodlands                         | الجزایر، چاد، مالی، موریتانی، نیجر، سودان                       |
| تکله‌مکان                                                   | چین                                                             |
| Tibesti–Jebel Uweinat montane xeric woodlands              | چاد، مصر، لیبی، سودان                                           |
| West Saharan montane xeric woodlands                       | الجزایر، مالی، موریتانی، نیجر                                   |